# 共敖
共 敖（きょう ごう、? - 紀元前204年）は、秦末の群雄。項羽によって臨江王に立てられた。

## 略歴
楚の義帝の柱国で、南郡を攻めて功績があったため、紀元前206年、秦を滅ぼした後に項羽により臨江王に立てられ、江陵に都を置いた。同年、項羽の命により衡山王呉芮、九江王英布と共に義帝を殺害する。
高祖3年（紀元前204年）に死亡し、子の共尉が王を継いだ。
共尉は高祖5年（紀元前202年）に漢王劉邦が項羽を破った際に劉邦に降伏しなかったため、劉邦は盧綰、劉賈を派遣して共尉を撃ち、捕虜とした。